# Centro de Historia (Zaragoza)
El Centro de Historias de Zaragoza es un museo de arte, generalmente moderno,  ubicado en la ciudad española de Zaragoza situado en la Plaza San Agustín, en el Barrio de San Agustín. Su apertura tuvo lugar en abril de 2003.
El museo se ubica en el antiguo convento-cuartel de San Agustín y tiene por objeto exponer obras contemporáneas de artistas tanto nacionales como internacionales. En la planta sótano se encuentra el salón de actos y la antigua cripta en la que se realizan exposiciones temporales. En las plantas primera y segunda se exponen también distintas exposiciones temporales sobre arte moderno.

## Actividades
El museo ha servido desde su inauguración para la celebración de multitud de actividades culturales. El cine ha tenido una importante presencia con la realización de diversos certámenes como el Festival de Cine Realizado por Mujeres, el Festival de Derechos Humanos, una sección de Cinefrancia, otra del Festival de Jóvenes Realizadores, Jornadas de Historia del Cine en Zaragoza, etc. 
También se han desarrollado ciclos de conferencias, debates, presentación de libros, talleres, etc. Por último, numerosas asociaciones ciudadanas y empresas han solicitado el uso del centro para la celebración de diversos actos. 

## Escuela Museo de Origami
Desde finales de 2013 se ha instalado en la planta superior del centro la Escuela-Museo de Origami de Zaragoza (EMOZ).  
La colección ha sido realizada por los miembros del Grupo Zaragozano de Papiroflexia a lo largo de sus más de sesenta años de historia. Además, la amistad con grandes plegadores como Akira Yoshizawa, Yoshihide Momotani, Eric Joisel, Vicent Floderer y tantos otros ha permitido agrupar en un único lugar el mejor conjunto de obras de origami del mundo.